# 1238
1238 (MCCXXXVIII) fon un any normal del calendari julià començat en divendres; correspon a l'any 600 del calendari birmà.

## Esdeveniments
- El 4 de març tingué lloc la batalla del riu Sit durant la invasió mongola de Rússia.[1]
- El 22 d'abril Jaume el Conqueridor mamprengué el setge a Balànsiya, que es perllongà durant cinc mesos: el 28 de setembre, els ciutadans hissaren el Penó de la Conquesta en senyal de rendició. El 9 d'octubre, Jaume I feu l'entrada triomfal a la ciutat, per la qual cosa esta fita es pren com a data fundacional del Regne de València, ara fa exactament 786 anys, i se celebra com a Dia Nacional del País Valencià.[2]
- El mateix any, Muhàmmad I al-Ghàlib entrà a Granada per la porta d'Elvira per ocupar el palau del Gall del Vent, fita considerada l'origen de l'últim Emirat de Granada.
- Simó V de Montfort, comte de Leicester, es casà en secret amb la germana d'Enric III d'Anglaterra, Elionor Plantagenet, el primer fill dels quals, Enric, també nasqué en aquest any.[3]

## Naiximents i defuncions
| M/d   | Nom                | Activitat     | Origen      | M.   |
| ----- | ------------------ | ------------- | ----------- | ---- |
|       | Sant Pere Ermengol | religiós      | montblanquí | 1304 |
| 07/11 | Dafydd ap Gruffydd | príncep       | gal·lés     | 1283 |
| 04/01 | Joan d'Eppes       | príncep-bisbe | liegés      | 1188 |
| 05/01 | Magnus VI          | monarca       | noruec      | 1280 |

### Naiximents
El 1238 nasqué Dafydd ap Gruffudd (Q592561): Últim Príncep de Gal·les independent (1238-1283).

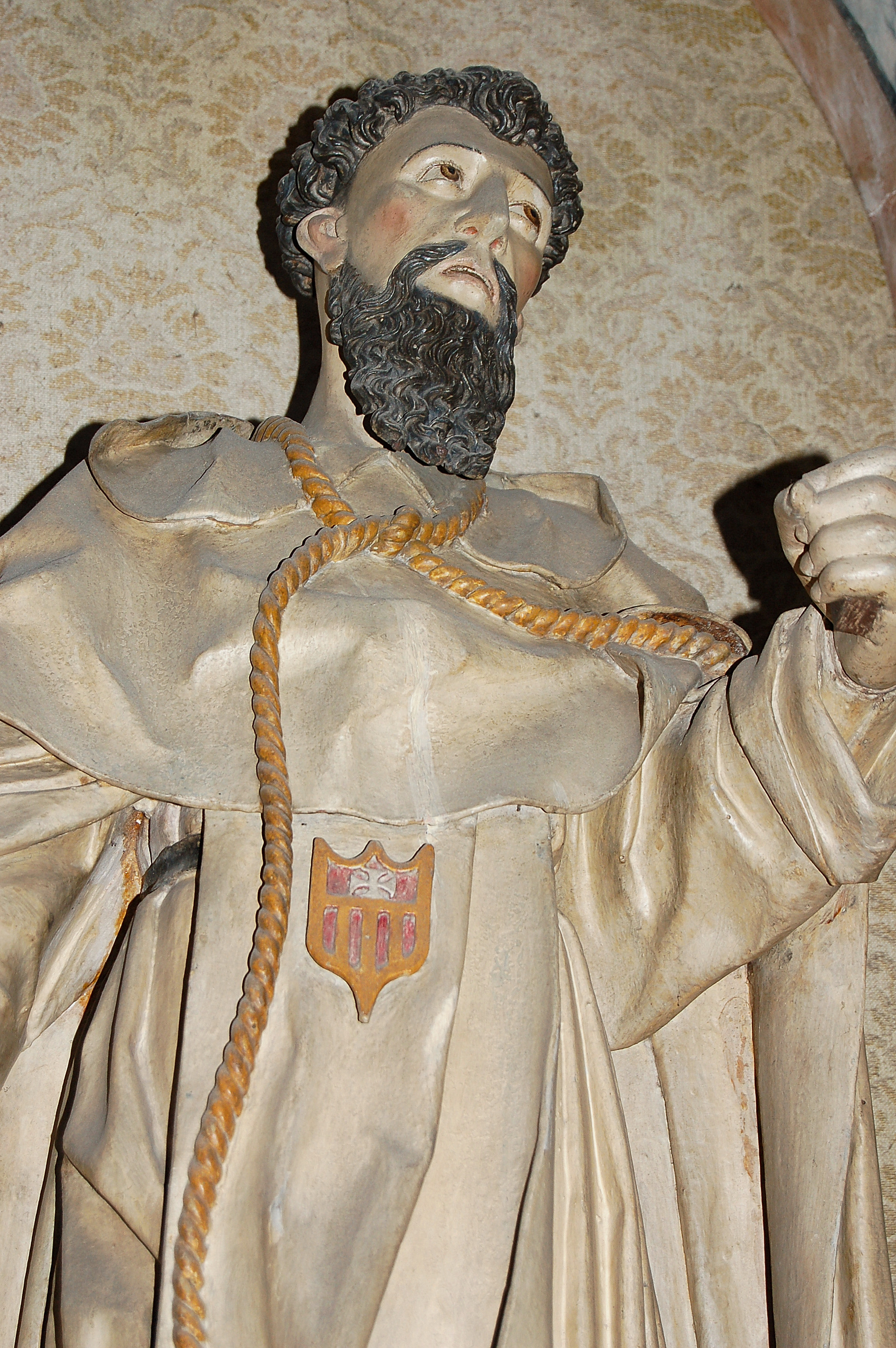
P. Ermengol (m. 1304)
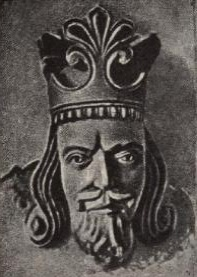
Magnus VI (m. 1280)

### Defuncions
| M/d   | Nom                         | Activitat    | Origen    | E                |
| ----- | --------------------------- | ------------ | --------- | ---------------- |
| 03/06 | Al-Kàmil ibn al-Àdil        | sultà        | aiúbida   | 61               |
| 03/19 | Enric el Barbut             | monarca      | polonés   | Plantilla:Agents |
| 01/13 | Ibn Hud                     | emir         | murcià    |                  |
|       | Mateu I Orsini              | comte palatí | italià    |                  |
|       | Ubald I Visconti de Gallura | jutge        | gal·lurés | 31               |

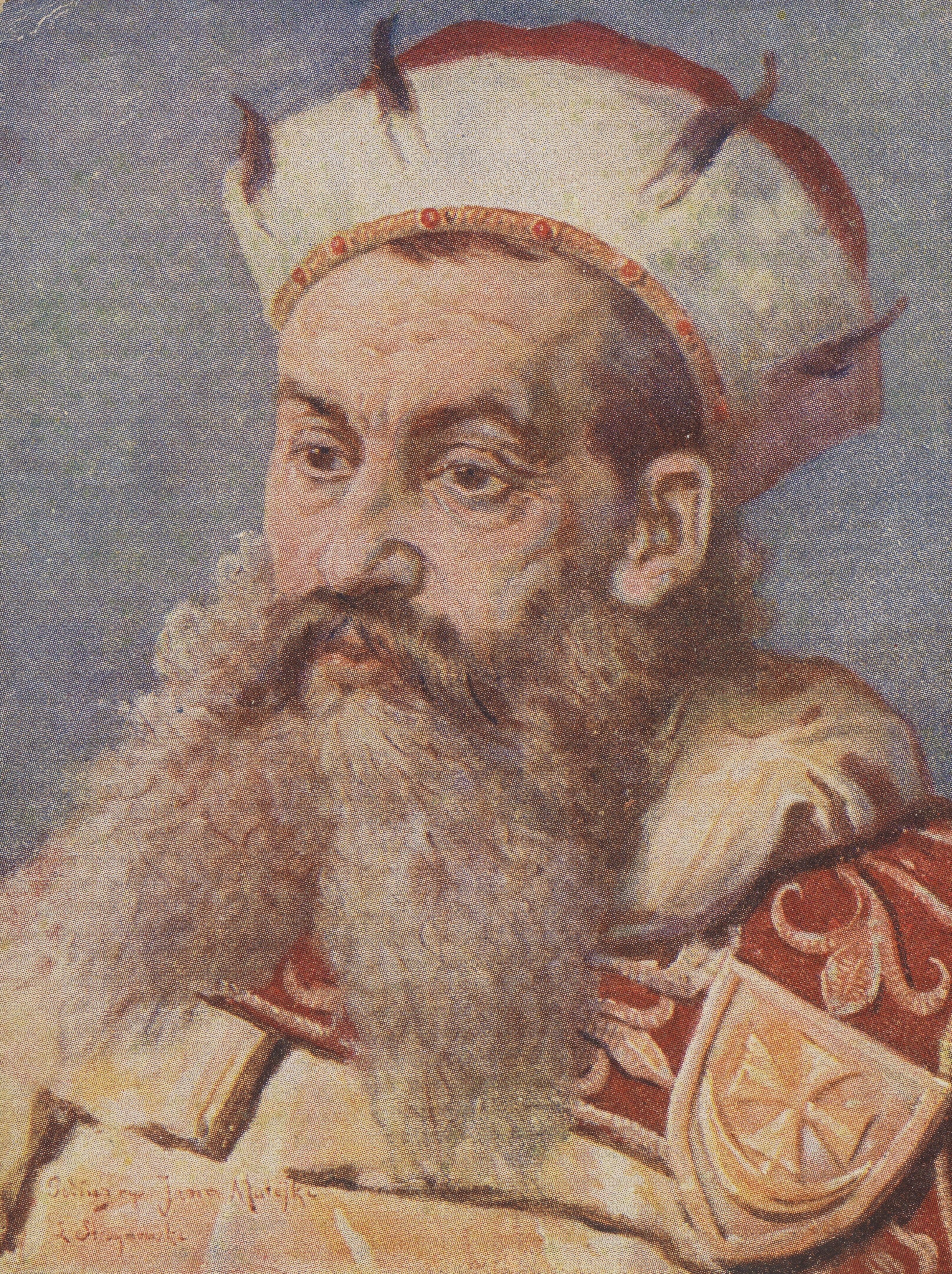
Enric el Barbut (n. 1170)
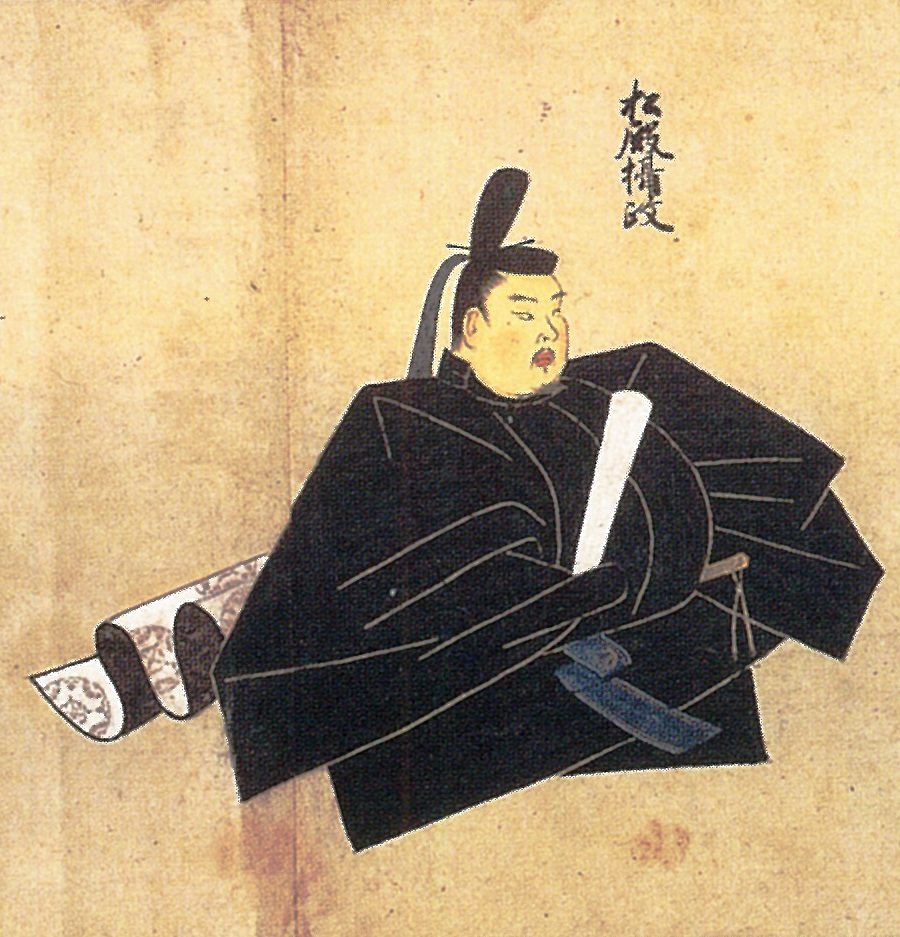
Matsudono Moroie (n. 1172)